# Mikołaj Trzaska
Mikołaj Konstanty Trzaska (ur. 7 kwietnia 1966 w Gdańsku) – polski muzyk, saksofonista, klarnecista basowy, kompozytor muzyki filmowej.

## Życiorys
Urodził się w rodzinie Andrzeja Trzaski (1935–2019), artysty malarza i ceramika, i Krystyny Radatz-Trzaski (1935–2015), lekarki pediatry, pochodzącej z rodziny niemiecko-żydowskiej. W latach 1988–1991 studiował sztuki piękne. Wyrósł na gruncie yassu – ruchu artystyczno-społecznego, który na przełomie lat 80. i 90. zbuntował się przeciw skostnieniu krajowego środowiska jazzowego. Trzaska wraz z Tymonem Tymańskim był współzałożycielem najważniejszej formacji yassu – Miłości oraz autorskiego Łoskotu. Trzaska tworzy muzykę awangardową, a także improwizowaną.
Po okresie yassowym, nagrał kilka skupionych i wyciszonych płyt z braćmi Oleś (Marcinem i Bartłomiejem). Akompaniował także poetom – Marcinowi Świetlickiemu i Jurijowi Andruchowyczowi, tworzył projekty muzyczno-literackie z Andrzejem Stasiukiem. Został liderem kwartetu klarnetowego IRCHA, międzynarodowego tria Volumen, Riverloam oraz kwartetu Inner Ear. Jest członkiem grupy Shofar – wykonującej muzykę żydowską. Przede wszystkim jednak realizuje się na gruncie radykalnego jazzu, współpracując z tuzami światowej sceny wolnej improwizacji, takimi jak: Peter Brötzmann, Joe McPhee, Ken Vandermark, Steve Swell, Peter Ole Jorgensen, Per-Ake Holmlander, Peter Friis Nielsen, Michael Zerang, Mark Sanders, John Tchicai, Lester Bowie, Tomasz Stańko.
Stał się również kompozytorem muzyki filmowej, na stałe współpracuje m.in. z Wojciechem Smarzowskim. Stworzył muzykę do filmów: Dom zły, Róża, Pod Mocnym Aniołem, Drogówka, Wołyń, Kler i Wesele.
Razem z żoną Aleksandrą prowadzi wydawnictwo Kilogram Records.

## Nagrody
- 1998 – Nominacja do nagrody „Fryderyka” w kategorii Muzyk Jazzowy roku 1997
- 1998 – Nominacja do „Fryderyka” dla Amariuch jako najlepszego albumu jazzowego oku 1997
- 1999 – Nominacja do Paszportu „Polityki” za projekt The Users
- 2000 – Zespół muzyczny „Miłość” został wybrany najlepszym zespołem dekady przez czytelników magazynu Jazz Forum
- 2001 – Nagroda Marszałka Województwa Pomorskiego za muzykę do spektaklu „Anioł zstąpił do Babilonu”
- 2002 – Album roku „Mikro Muzik” nagrany z Oleś Brothers wybrany albumem roku 2001 portalu Diapazon
- 2003 – Nominacja do Paszportu „Polityki” za konsekwentną postawę twórczą
- 2003 – Album roku 2002 w portalu Diapazon dla „La Sketch Up” tria Oleś/Trzaska/Oleś
- 2004 – Nagroda Miasta Gdańska w Dziedzinie Kultury za rok 2003[4]
- 2004 – Album roku dla Mikołaj Trzaska „Danziger Strassenmusik”, został uznany albumem roku według rankingu krytyków jazzowych Diapazon
- 2005 – Album Malamuth Brotzmann/Trzaska/Friss/Jorgensen, uznany przez krytyków portalu Diapazon drugą płytą roku
- 2006 – Nominacja do nagrody Gazety Wyborczej „Sztorm Roku”
- 2007 – Nominacja do nagrody „Fenomen” tygodnika Przekrój
- 2007 – Nominacja do nagrody Gazety Wyborczej „Sztorm Roku” 2007
- 2008 – Album „Aether” Mikolaja Trzaski, zostaje albumem roku 2007 według rankingu krytyków jazzowych Diapazon
- 2008 – Nominacja do Pomorskiej Nagrody Artystycznej „Kreacje” za rok 2007, za znakomity sezon koncertowy i fonograficzny wyjątkowego muzyka jazzowego, a zwłaszcza za muzykę do „Koncertu dla Guentera Grassa”
- 2008 – Nominacja do nagrody Gazety Wyborczej, „Sztorm Roku” 2007
- 2008 – Album „Shofar” uznany przez krytyków portalu Diapazon, drugą płytą roku
- 2009 – Album „Aether” Mikolaja Trzaski, z Michaelem Zerangiem Clementine Gasser albumem roku 2009 według rankingu krytyków jazzowych Diapazon
- 2009 – Koncert „Intimate Conversation” w Alain Kirili’s Loft in NYC, ogłoszony koncertem roku 2008 w NY All About Jazz
- 2009 – „Złota Taśma” dla autorów filmu Dom zły, Nagroda krytyków Stowarzyszenia Filmowców Polskich,
- 2010 – Nagroda Gazety Wyborczej „Sztorm Roku” za osiągnięcia w roku 2009, za muzykę do spektaklu Teatru Dada von Bzduov. w, album „Nadir & Machora” oraz za muzykę do filmu „Dom zły” Wojciecha Smarzowskiego
- 2010 – Pomorska Nagroda Artystyczna „Kreacje” za rok 2009
- 2012 – XIX OFSF Prowincjonalia Nagroda Publiczności – Jańcio Wodnik za muzykę dla Mikołaja Trzaski za muzykę do filmu „Róża”
- 2012 – Nagroda Prezydenta Miasta Gdańska w Dziedzinie Kultury za muzykę do spektakli Teatru Dada von Bzdulow oraz z okazji jubileuszu 20-lecia działalności Teatru Dada von Bzdulow[5]
- 2012 – tytuł Muzyka Roku 2012 przyznany przez czytelników i krytyków muzycznych portalu Jazzarium
- 2013 – Orzeł Polskie Nagrody Filmowe, nominacja za muzykę do filmu „Drogówka”. Nominacja w kategorii: Najlepsza muzyka
- 2013 – Grand Prix za muzykę do Filmu „Róża” – Ostrów Wielkopolski Festiwal Filmowy im. Krzysztofa Komedy
- 2013 – koncert gupy Shofar w Nowym Jorku w David Rubenstein Atrium został uznany przez The NYC Jazz Record Magazin koncertem roku 2013
- 2014 – 39 Festiwal Filmowy w Gdyni, nagroda w kategorii muzyka za film „Pod Mocnym Aniołem” w reżyserii Wojciecha Smarzowskiego
- 2017 – Nagroda Miasta Gdańska w Dziedzinie Kultury „Splendor Gedanensis” za rok 2016 – za muzykę do filmu „Wołyń” w reżyserii Wojciecha Smarzowskiego[4]
- 2017 – Grand Prix for Best Orginal Score; „Wołyń” – Ostrów Wielkopolski Festiwal Filmowy im. Krzysztofa Komedy
- 2017 – Orzeł, Polska Nagroda Filmowa za muzykę do filmu „Wołyń” w reżyserii Wojciecha Smarzowskiego
- 2018 – „Złoty Glan” - nagroda kina Charlie w Łodzi dla twórcy niezależnego z uporem przeciwstawiającego się modom i trendom dominującym w kulturze popularnej, przyznana podczas 23. Forum Kina Europejskiego „Cinergia” w Łodzi
- 2019 – Orzeł, Polska Nagroda Filmowa za muzykę do filmu „Kler” w reżyserii Wojciecha Smarzowskiego
- 2021 – Nagroda Prezydenta Miasta Gdańska w Dziedzinie Kultury za całokształt pracy twórczej oraz 55 urodzin[5]
- 2022 – Grand Prix 21. Festiwalu Teatru Polskiego Radia i Teatru Telewizji „Dwa Teatry” w Zamościu za muzykę do słuchowiska „Edyp w Kolonos”
- 2023 – Medal „Fideliter et Constanter” Polskiego Stowarzyszenia na rzecz Osób z Niepełnosprawnością Intelektualną w uznaniu szczególnych zasług, za wieloletnią, wytrwałą i wierną pracę dla dobra osób z niepełnosprawnością intelektualną

## Kariera

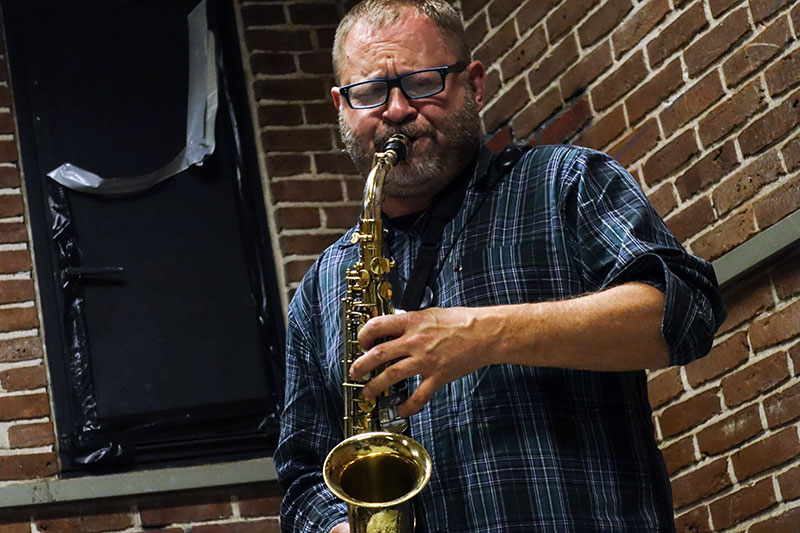
Mikołaj Trzaska (Aarhus 2016)

Studiował pod koniec lat 80. malarstwo na gdańskiej ASP. Jednocześnie, zafascynowany muzyką Johna Coltrane’a i Ornette’a Colemana, zaczął samodzielnie uczyć się gry na saksofonie. W 1991 rzucił studia.
Był członkiem założycielem znanej grupy Miłość, która jest uznawana za jeden z najważniejszych zespołów na ówczesnej scenie yassowej. Nagrał z Miłością pięć albumów, w tym dwa wspólnie z Lesterem Bowiem. W 1993 Trzaska założył własny zespół Łoskot, a w 1995 nagrał pierwszą płytę solową Cześć, cześć, cześć.
W 2000 założył wraz z żoną Aleksandrą wydawnictwo Kilogram Records.
Pod koniec pierwszej dekady XXI wieku jego twórczość zwróciła się ku tradycyjnej muzyce żydowskiej (klezmer), co zostało po części wywołane faktem, iż Trzaska ma żydowskie korzenie. Wyrazem tego są wydawnictwa założonych przez niego zespołów Ircha i Shofar.
Z Trzaską współpracowało wiele wybitnych postaci sceny muzycznej i nie tylko, w tym m.in.: Jurij Andruchowycz, Tymon Tymański, Leszek Możdżer, Peter Brötzmann, Marcin i Bartłomiej Oleś, Tomasz Stańko, Lester Bowie, Ken Vandermark, Joe McPhee, Fisz i Emade. Często współpracuje z reżyserem Wojciechem Smarzowskim, nagrał muzykę do jego filmów Dom zły, Róża, Drogówka, Pod Mocnym Aniołem, Wołyń, Kler oraz Wesele II. Poza tym  jest autorem muzyki do filmu Kos, Pawła Maślony.
Mikołaj Trzaska, będąc znajomym Andrzeja Stasiuka, został przez niego poznany z Tomaszem Budzyńskim. Obaj muzycy postanowili podjąć współpracę, a Budzyński zaproponował, żeby była to interpretacja poezji Arthura Rimbauda. Później do Budzyńskiego i Trzaski dołączył Michał Jacaszek. Trio zadebiutowało koncertowo w lipcu 2014 r. – 2 lipca w Centrum Sztuki Współczesnej „Łaźnia”, a 12 lipca w Krakowie w ramach projektu Męskie Granie. Trio przyjęło nazwę Rimbaud, a płytę o tej samej nazwie wydało Gusstaff Records 5 czerwca 2015.

## Filmografia
- „Olter” (2004, film dokumentalny, reżyseria: Krystian Matysek)
- „Variété – Muzyka bez końca” (2010, film dokumentalny, reżyseria: Dariusz Landowski)
- „Miłość” (2012, film dokumentalny, reżyseria: Filip Dzierżawski)
- „Ucho wewnętrzne” (2016, film dokumentalny, reżyseria: Magdalena Gubała, Szymon Uliasz)[11]